# Amtsgericht Marl

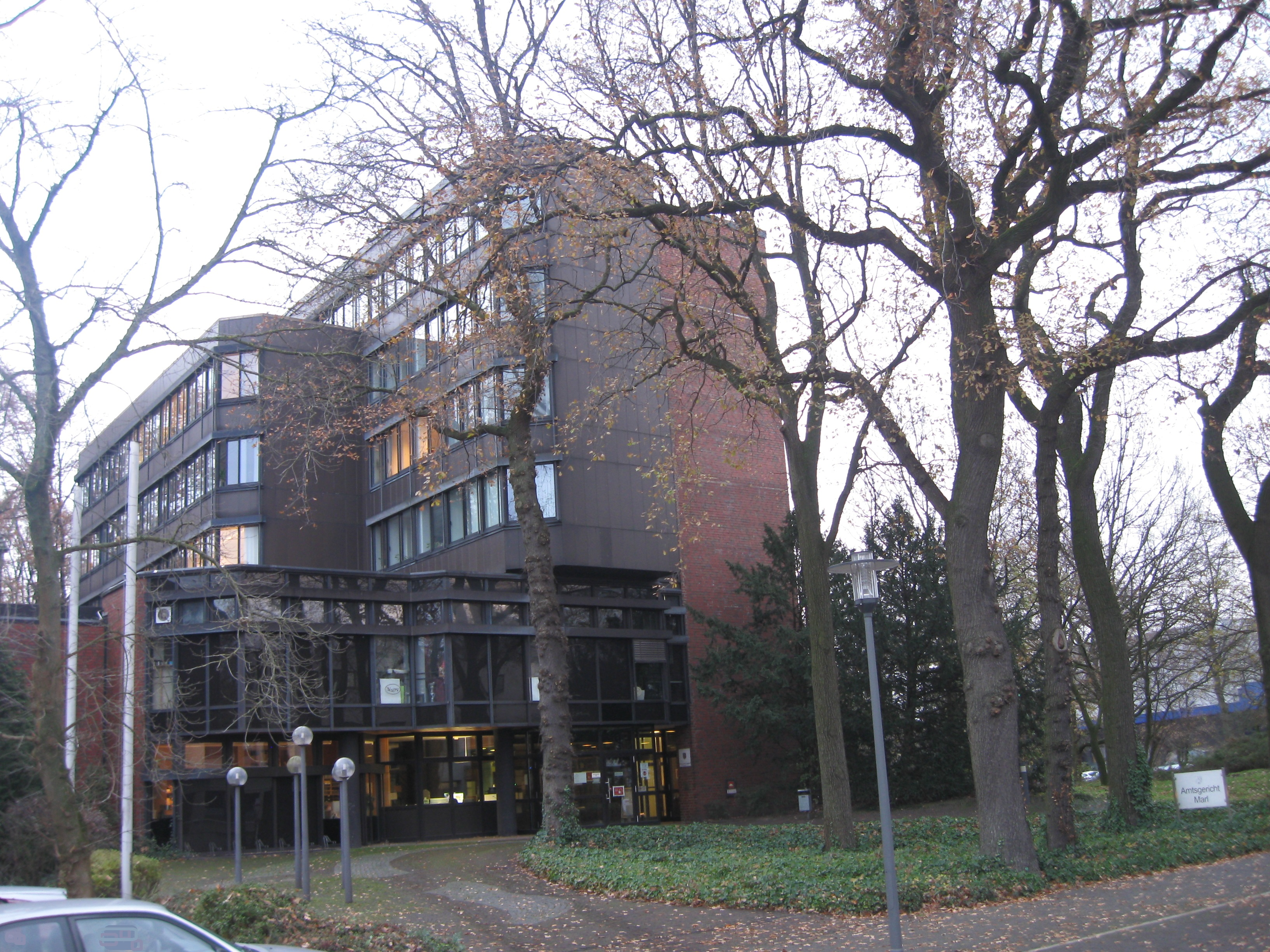
Amtsgericht Marl

Marl ist Sitz des Amtsgerichts Marl, das für die Städte Marl und Haltern am See im Kreis Recklinghausen zuständig ist. In dem 246 km² großen Gerichtsbezirk leben rund 128.000 Menschen.

## Übergeordnete Gerichte
Das dem Amtsgericht Marl übergeordnete Landgericht ist das Landgericht Essen, das wiederum dem Oberlandesgericht Hamm untersteht.

## Geschichte

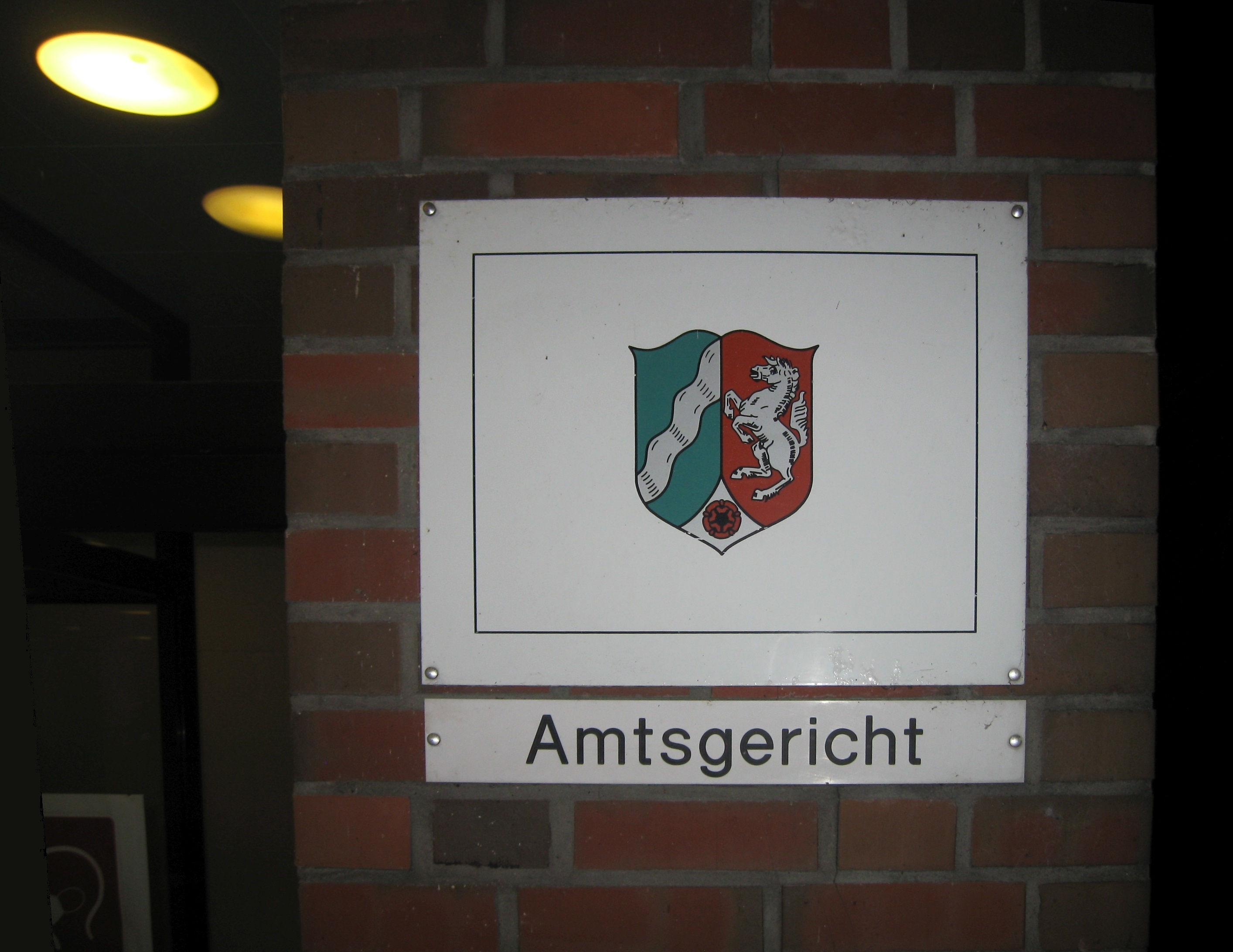
Schild im Eingangsbereich

Historisch gehörte das Gebiet des früheren Amtes Marl zum Amtsgerichtsbezirk Recklinghausen und war somit dem 1892 gegründeten Landgericht Bochum zugeordnet. 1951 erhielt Marl ein eigenes Amtsgericht, das nunmehr zum Landgerichtsbezirk Essen gehörte.
Das seit 1879 bestehende Amtsgericht Haltern ging auf das im Jahre 1815 in Haltern eingerichtete preußische Land- und Stadtgericht zurück und gehörte ursprünglich zum Bezirk des Landgerichts Münster. Im Zuge der Gebietsreform in Nordrhein-Westfalen wurde es 1974 dem Landgerichtsbezirk Essen zugeschlagen. 1979 wurde das Amtsgericht Haltern aufgelöst und sein Bezirk dem Amtsgericht Marl zugewiesen. Gleichzeitig wurde der Neubau in Marl bezogen, in dem das für beide Städte zuständige Amtsgericht bis heute untergebracht ist.
Die komplizierte, von wechselnden gerichtlichen Zuordnungen geprägte Geschichte des Gebietes spiegelt die Lage des heutigen Amtsgerichtsbezirks Marl auf beiden Seiten der vom Lauf der Lippe gebildeten Grenze zwischen dem stärker nach Süden orientierten und zum Ruhrgebiet gehörenden Vest Recklinghausen und dem auf Münster hin zentrierten Münsterland wider.